# Давід Луїс
Даві́д Луї́c Море́йра Марі́ньйо (порт. David Luiz Moreira Marinho; нар. 22 квітня 1987, Діадема, Бразилія) — бразильський футболіст, захисник кіпрського клубу «Пафос».

## Клубна кар'єра

### «Віторія»
Луїс почав кар'єру в клубі «Віторія». У віці 16 років він дебютував у основній команді й швидко став там ключовим гравцем. 2006 року Давід Луїс допоміг «Віторії» вийти в Серію А, чим привернув увагу кількох клубів з Бразилії й усього світу.

### «Бенфіка»
31 січня 2007 Давід Луїс, на правах оренди, перейшов у португальський клуб «Бенфіка», що шукав заміну Рікарду Роше, який перейшов в «Тоттенгем Готспур» .
Більшу частину сезону 2008—2009 гравець провів на невластивій йому позиції лівого захисника, замінюючи травмованого Жорже Рібейру. 11 січня 2009 Давід Луїс забив перший м'яч за «Бенфіку» в офіційній грі, подарувавши клубу перемогу в поєдинку з «Брагою».
У жовтні 2009 року Давід Луїс продовжив контракт з «Бенфікою» до 2015 року, сказавши, що це один з найщасливіших днів у його житті. Узимку 2010 року бразильцем цікавилися «Реал Мадрид», «Баварія», «Челсі» й «Фіорентіна».

### «Челсі»

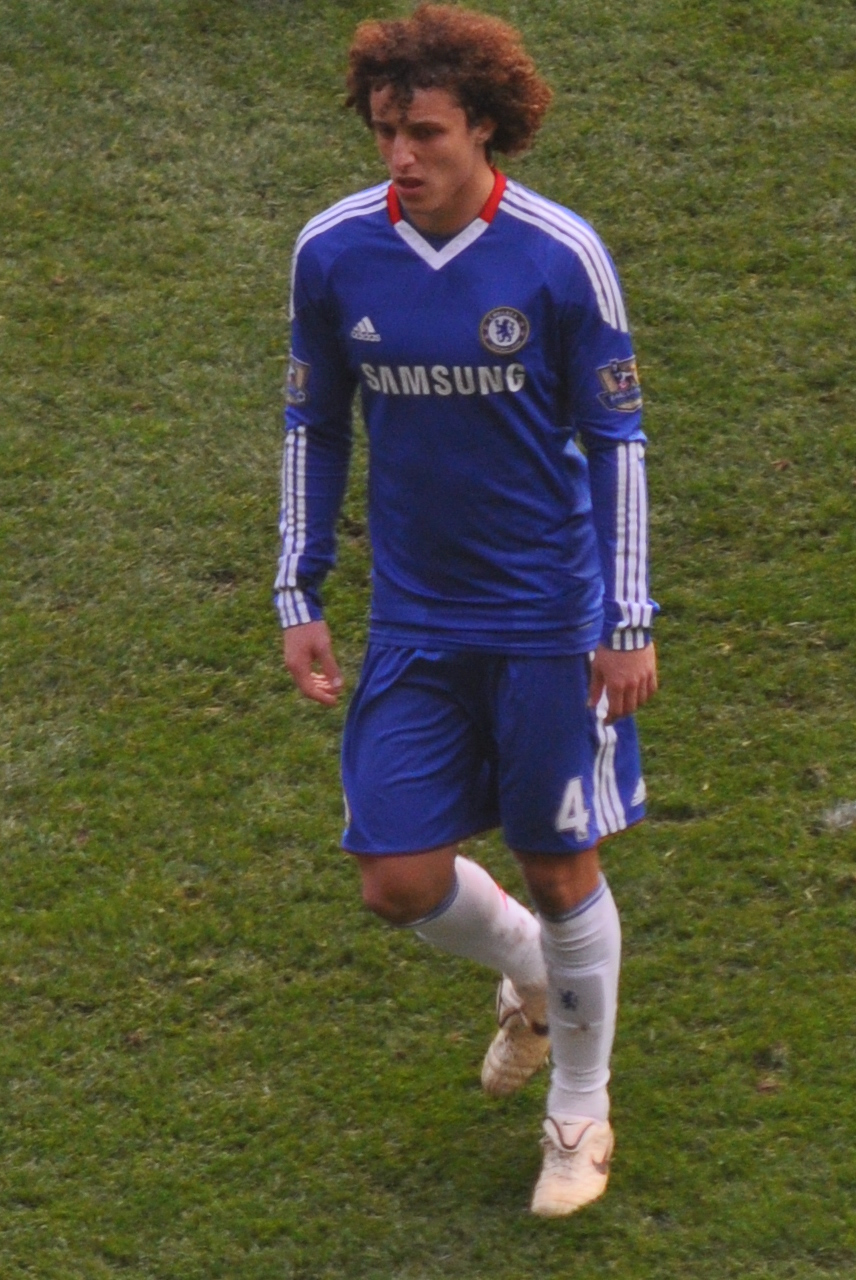
Давід Луїз у «Челсі»

1 лютого 2011 Давід Луїс став гравцем «Челсі», підписавши контракт на 5 років. 6 лютого 2011 гравець дебютував за лондонський клуб, вийшовши на заміну на 73-й хвилині мачу з «Ліверпулем». 14 лютого 2011 Давід Луїс вперше вийшов у стартовому складі проти «Фулгема». На 90-й хвилині в єдиноборстві з нападаючим суперника сфолив на гравці, й суддя призначив пенальті в ворота «пенсіонерів». Голкіпер Петр Чех відбив удар, гра завершилася з рахунком 0:0. 1 березня в матчі проти «Манчестер Юнайтед» на 55-й хвилині забив свій дебютний гол за новий клуб. 20 березня 2011 в матчі проти «Манчестер Сіті» на 78 хвилині Луїс вразив ворота суперника, принісши 3 очки для команди.

### «Парі Сен-Жермен»
23 травня 2014 на офіційному сайті паризького футбольного клубу «ПСЖ» було оголошено про придбання Давіда Луїса з «Челсі». Сума трансферу склала від 40 до 50 млн фунтів, що стало найбільшою сумою в історії футболу, виплаченою за захисника. 7 серпня 2014 взяв собі 32 номер.

### Повернення в «Челсі»
В останній день роботи трансферного ринку «Челсі» активізувався в напрямку трансферу Давіда Луїса. Перед самим закриттям трансферного вікна «Сині» оголосили, що всі деталі вже улагоджені, і з сьогоднішнього дня бразилець знову є гравцем «Челсі».
Офіційно суму, сплачену за трансфер захисника, клуб не повідомляє, однак різні ЗМІ повідомляли, що повторний трансфер Луїса обійдеться «Аристократам» приблизно в 30 мільйонів євро.
Також повідомляється, що Давід підписав з «Челсі» контракт на три роки.

### Перехід в «Арсенал»
В останній день роботи трансферного ринку англійської Прем'єр-Ліги, 8 серпня 2019 року, Давід Луїс підписав з «Арсеналом» угоду до літа 2021 року. Сума трансферу склала 8 млн євро. В «Арсеналі» отримав 23 ігровий номер.
18 травня 2021 було підтверджено, що Давід покине клуб після завершення контракту.

### Фламенгу
11 вересня 2021 року Давід Луїс підписав 15-місячний контракт з Фламенгу, повернувшись до Бразилії після майже 15 років, проведених у клубному футболі в Європі. Він був частиною команди Фламенгу, яка брала участь у фіналі Копа Лібертадорес 2021 року 27 листопада, відігравши всі 120 хвилин, однак його команда програла 2:1 Палмейрасу. 29 жовтня 2022 року він зіграв у фіналі Копа Лібертадорес 2022 року проти Атлетіку Паранаенсі, який закінчився перемогою з рахунком 1:0; таким чином, він став дванадцятим гравцем, який виграв як Лігу чемпіонів УЄФА, так і Копа Лібертадорес.
13 травня 2023 року Давід Луїс забив свій перший гол за Фламенгу. У шостому турі Чемпіонату Бразилії, проти клубу Баїя, Давід Луїс забив гол після удару головою у ворота Маркоса Феліпе.

### Пафос
4 серпня 2025 року 38-річний Давід Луїс у статусі вільного агента приєднався до кіпрського "Пафосу" та отримав контракт до 2027 року.

## Збірна
Давід Луїс виступав за молодіжну збірну Бразилії в 2007 році на чемпіонаті світу, де команда дійшла до 1/8 фіналу.
1 липня 2013 разом зі збірною Бразилії став володарем Кубка конфедерацій.
Влітку 2014 разом зі збірною Луїс брав участь у Чемпіонаті світі, за підсумками якого його збірна посіла четверте місце. Сам Луїс відзначився двома забитими м'ячами і однією гольовою передачею.

## Досягнення
«Віторія»
- Ліга Баіяно: 2005

«Бенфіка»
- Чемпіон Португалії: 2009-10
- Володар кубка португальської Ліги: 2008-09, 2009-10, 2010-11

«Челсі»
- Чемпіон Англії: 2016-17
- Володар кубка Англії: 2011-12, 2017-18
- Переможець Ліги чемпіонів: 2011-12
- Переможець Ліги Європи: 2012-13, 2018-19

«Парі-Сен-Жермен»
- Чемпіон Франції: 2014-15, 2015-16
- Володар Кубка Франції : 2014-15, 2015-16
- Володар Кубка французької ліги: 2014-15, 2015-16
- Володар Суперкубка Франції: 2014, 2015, 2016

«Арсенал»
- Володар Кубка Англії: 2019-20
- Володар Суперкубка Англії: 2020

«Фламенгу»
- Володар Кубка Бразилії: 2022
- Володар Кубка Лібертадорес: 2022

Збірна Бразилії
- Володар Кубка конфедерацій: 2013
- Переможець Суперкласіко де лас Амерікас: 2014
- Півфіналіст Чемпіонату світу: 2014